# Bahnstrecke Lötzen–Johannisburg
| Kursbuchstrecke: | DR: 119k (1934) 118w (1940) 136h (1944) |                                             |                                             |
| Streckenlänge: | 54,1 km                                 |                                             |                                             |
| Spurweite: | 1435 mm (Normalspur)                    |                                             |                                             |
| |                                         |                                             |                                             |
| \| \| \| von Königsberg i.Pr. (Kaliningrad) \| \| \| \| 0,0 \| Lötzen \| (Giżycko) \| \| \| \| nach Angerburg (Węgorzewo) \| \| \| \| \| nach Lyck (Ełk) \| \| \| \| 5,9 \| Upalten \| (Upałty) \| \| \| 8,8 \| Ruhden/Eisenwerk \| (Ruda Staświny) \| \| \| 12,7 \| Milken \| (Miłki) \| \| \| 16,8 \| Groß Konopken/Hanffen \| (Konopki Wielkie) \| \| \| 19,5 \| Ublick \| (Ublik) \| \| \| 25,0 \| Pianken/Altwolfsdorf \| (Pianki) \| \| \| \| von Lyck (Ełk) \| \| \| \| 29,3 \| Arys \| (Orzysz, früher Pers.-Halt) \| \| \| \| nach Sensburg (Mrągowo) \| \| \| \| 35,1 \| Gutten/Seegutten \| (Nowe Guty) \| \| \| 41,7 \| Kessel (Ostpr) \| (Kociołek Szlachecki) \| \| \| 46,8 \| Trzonken/Mövenau \| (Trzonki) \| \| \| 52,4 \| Snopken/Wartendorf \| (Snopki) \| \| \| \| von Allenstein (Olsztyn) \| \| \| \| 54,1 \| Johannisburg \| (Pisz) \| \| \| \| nach Lyck (Ełk) \| \| \| \| \| nach Dlottowen/Fischborn (Dłutowo) (–Kolno) \| \| |                                         |                                             |                                             |
| Strecke |                                         | von Königsberg i.Pr. (Kaliningrad)          | von Königsberg i.Pr. (Kaliningrad)          |
| Bahnhof | 0,0                                     | Lötzen                                      | (Giżycko)                                   |
| Abzweig geradeaus und ehemals nach links |                                         | nach Angerburg (Węgorzewo)                  | nach Angerburg (Węgorzewo)                  |
| Abzweig ehemals geradeaus und nach links |                                         | nach Lyck (Ełk)                             | nach Lyck (Ełk)                             |
| Bahnhof (Strecke außer Betrieb) | 5,9                                     | Upalten                                     | (Upałty)                                    |
| Bahnhof (Strecke außer Betrieb) | 8,8                                     | Ruhden/Eisenwerk                            | (Ruda Staświny)                             |
| Bahnhof (Strecke außer Betrieb) | 12,7                                    | Milken                                      | (Miłki)                                     |
| Bahnhof (Strecke außer Betrieb) | 16,8                                    | Groß Konopken/Hanffen                       | (Konopki Wielkie)                           |
| Bahnhof (Strecke außer Betrieb) | 19,5                                    | Ublick                                      | (Ublik)                                     |
| Bahnhof (Strecke außer Betrieb) | 25,0                                    | Pianken/Altwolfsdorf                        | (Pianki)                                    |
| Abzweig ehemals geradeaus und von links |                                         | von Lyck (Ełk)                              | von Lyck (Ełk)                              |
| Betriebs-/Güterbahnhof Strecke ab hier außer Betrieb | 29,3                                    | Arys                                        | (Orzysz, früher Pers.-Halt)                 |
| Abzweig geradeaus und nach rechts (Strecke außer Betrieb) |                                         | nach Sensburg (Mrągowo)                     | nach Sensburg (Mrągowo)                     |
| Bahnhof (Strecke außer Betrieb) | 35,1                                    | Gutten/Seegutten                            | (Nowe Guty)                                 |
| Bahnhof (Strecke außer Betrieb) | 41,7                                    | Kessel (Ostpr)                              | (Kociołek Szlachecki)                       |
| Bahnhof (Strecke außer Betrieb) | 46,8                                    | Trzonken/Mövenau                            | (Trzonki)                                   |
| Haltepunkt / Haltestelle (Strecke außer Betrieb) | 52,4                                    | Snopken/Wartendorf                          | (Snopki)                                    |
| Abzweig ehemals geradeaus und von rechts |                                         | von Allenstein (Olsztyn)                    | von Allenstein (Olsztyn)                    |
| Bahnhof | 54,1                                    | Johannisburg                                | (Pisz)                                      |
| Abzweig ehemals geradeaus und nach links |                                         | nach Lyck (Ełk)                             | nach Lyck (Ełk)                             |
| Strecke (außer Betrieb) |                                         | nach Dlottowen/Fischborn (Dłutowo) (–Kolno) | nach Dlottowen/Fischborn (Dłutowo) (–Kolno) |

Die Bahnstrecke Lötzen–Johannisburg verlief im südlichen Ostpreußen in Nord-Süd-Richtung und verband die beiden Kreismetropolen Lötzen (polnisch Giżycko) und Johannisburg (Pisz) miteinander.

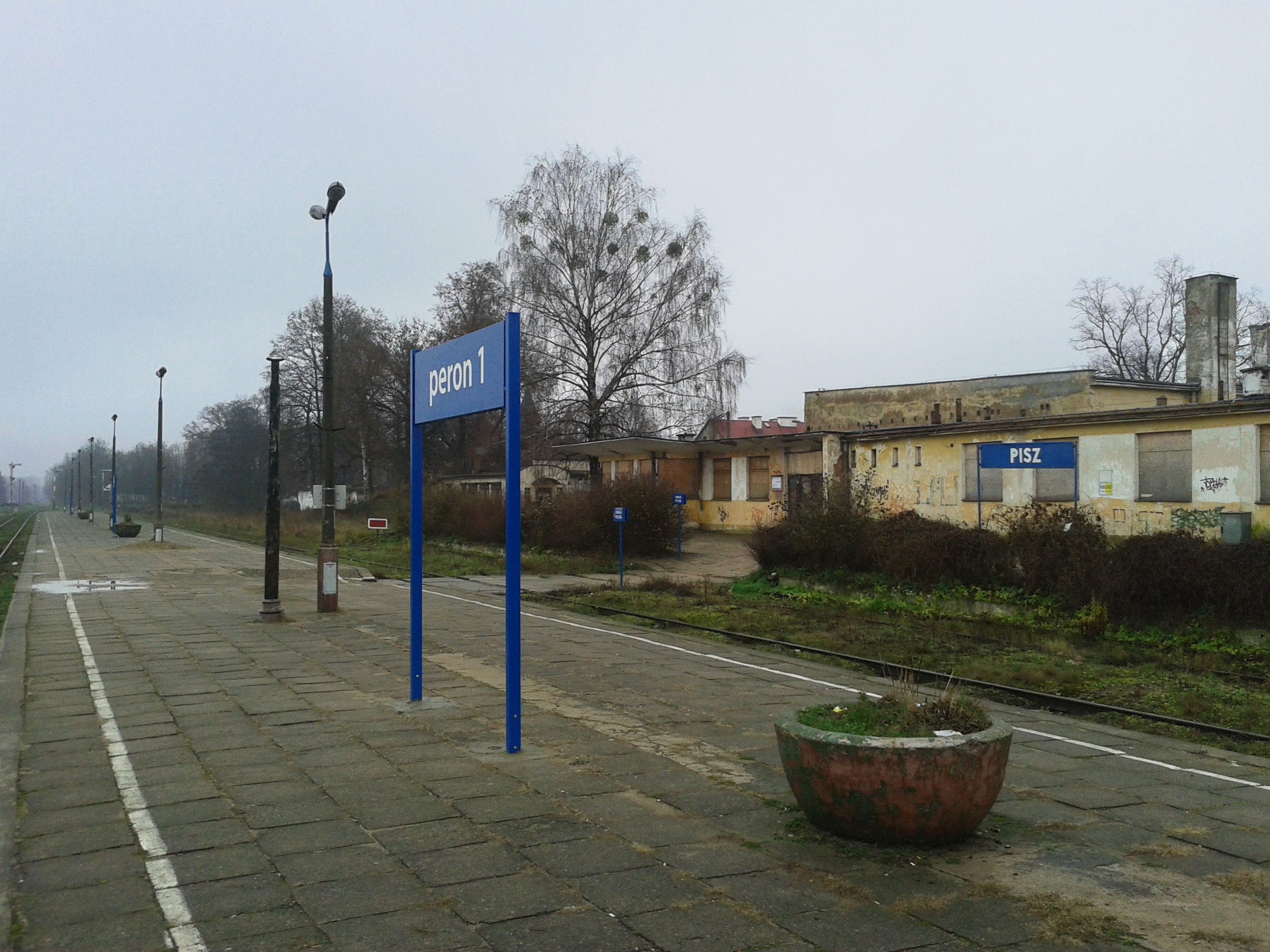
Der Bahnhof in Pisz (Johannisburg)

## Geschichte
Die Stadt Lötzen wurde 1868 an das ostpreußische Eisenbahnnetz angeschlossen. Damals wurde die Bahnstrecke Königsberg (Preußen)–Prostken (–Brest) eröffnet, die als PKP-Strecke 38 heute noch allerdings nur auf polnischem Staatsgebiet zwischen Głomno (Glommen) und Białystok befahren wird.
1905 wurde der Betrieb auf der Bahnstrecke Angerburg–Lötzen aufgenommen, die im Abschnitt zwischen Kruglanken (polnisch Kruklanki) und Lötzen (Giżycko) als PKP-Strecke 54 bis 2002 befahren wurde. Ergänzend ging am 1. Juni 1906 die Bahnstrecke Lötzen–Arys (polnisch Orzysz) in Betrieb.
In der Stadt Arys schloss sich die von Johannisburg (polnisch Pisz) bereits am 15. November 1905 eröffnete Bahnstrecke an, so dass der Lückenschluss zwischen Lötzen und Johannisburg erfolgt war. In Arys bestand ab 1911 Anschluss an die Bahnstrecke Sensburg–Arys, die 1915 bis nach Lyck (polnisch Ełk) erweitert wurde. Diese Bahnstrecke wurde bis 2009 als PKP-Strecke 223 betrieben.
In Johannisburg (polnisch Pisz) bestand Anschluss an die Bahnstrecke Allenstein–Lyck, die heutige PKP-Linie 219 Olsztyn–Ełk. Sie war zwischen 1883 und 1885 gebaut worden. Seit 1908 konnte in Johannisburg auf Züge der Strecke Johannisburg–Fischborn umgestiegen werden. Sie wurde 1915 bis in die Stadt Kolno verlängert. Der Verkehr auf dieser Strecke kam in Kriegsfolge 1945 zum Erliegen.
Die Bahnstrecke Lötzen–Johannisburg war in Spurweite 1435 mm auf 54,1 Kilometer Länge gebaut worden und unterstand bis zu ihrer endgültigen Aufgabe als Kriegsfolge 1945 der Reichsbahndirektion Königsberg.
Am 1. Oktober 2018 wurde die Strecke Orzysz–Ełk für die Nutzung durch Güterzüge wiederhergestellt.